# Hipposideros ridleyi
Hipposideros ridleyi је сисар из реда слепих мишева и фамилије Hipposideridae.

## Угроженост
Ова врста се сматра рањивом у погледу угрожености врсте од изумирања.

## Распрострањење
Ареал врсте покрива средњи број држава. 
Врста има станиште у Сингапуру, Малезији, Индонезији (непотврђено) и Брунеју.

## Станиште
Станиште врсте су шуме. 
Врста је присутна на подручју острва Борнео у Индонезији.